# Terina niphanda
Terina niphanda är en fjärilsart som beskrevs av Druce 1887. Terina niphanda ingår i släktet Terina och familjen mätare. Inga underarter finns listade i Catalogue of Life.